# Jürg Wernli
Jürg Wernli (* 25. August 1950) ist ein Schweizer Politiker (FDP). Er war von 2003 bis 2015 Regierungsrat des Kantons Appenzell Ausserrhoden. Er leitete das Departement Inneres und Kultur – heute Departement Bildung und Kultur.
| Personendaten    | Personendaten                                                |
| ---------------- | ------------------------------------------------------------ |
| NAME             | Wernli, Jürg                                                 |
| KURZBESCHREIBUNG | Schweizer Politiker (FDP) des Kantons Appenzell Ausserrhoden |
| GEBURTSDATUM     | 25. August 1950                                              |